# Whisky a Go Go (canción)
"Whisky a Go-Go" es una canción brasileña compuesta por Michael Sullivan y Paulo Massadas y grabada por el grupo Roupa Nova en 1984.

## Historia
La canción es un tributo al cantautor estadounidense Johnny Rivers. Cuando trabajaban como cantantes en bailes y clubes nocturnos, Michael Sullivan y Paulo Massadas a menudo recibían solicitudes del público para tocar las canciones de Rivers. El título “Whisky a Go Go” es una referencia directa a la famosa sala de conciertos Whisky a Go Go, ubicada en Sunset Strip en West Hollywood, donde el cantante grabó varios álbumes en vivo que fueron muy populares en la década de 1960
La letra de “Whisky a Go Go” describe un romance de fantasía ambientado en una fiesta de época con cuba libre, tocadiscos y sonido con poca luz. El estribillo hace referencia a la canción "Do You Wanna Dance", una canción de Rivers que tuvo mucho éxito en Brasil.
Sullivan y Massadas presentaron la canción al grupo carioca Roupa Nova, que fue lanzada en su álbum de 1984. Cuando “Whiskey a Go Go” ya tenía dos meses de éxito en la radio brasileña, José Bonifácio de Oliveira Sobrinho, Boni de la Rede Globo, decidió adoptar el tema de apertura de una telenovela, cuyo título, ya elegido, sería cambiado a “ Um Sonho a Mais ”, debido a la última estrofa de la canción (“un sueño más no duele”).

## Regrabaciones
- Rafaella Carrà, en su álbum de 1988 Rafaella
- Tânia Mara, en su álbum de 2005 Louca Paixão
- KLB, en su álbum de 2007 KLB Bands
- Carlinhos Brown, para el álbum de 2013 Mais Forte Que o Tempo (en homenaje a Michael Sullivan).[6]
- Inimigos da HP
- Nando reis